# Xã Green Ridge, Quận Pettis, Missouri
Xã Green Ridge (tiếng Anh: Green Ridge Township) là một xã thuộc quận Pettis, tiểu bang Missouri, Hoa Kỳ. Năm 2010, dân số của xã này là 1.080 người.